# Trans Australia Airlines
Trans Australia Airlines' (також TAA; з 1986 року «Australian Airlines») — колишня авіакомпанія Австралії, яка існувала в період з 1946 по 1996 рік. Штаб-квартира розташовувалася в місті Мельбурн.

## Історія
До початку Другої світової війни Австралія була одним з провідних у світі авіаційних центрів. Завдяки невеликому населенню (близько 7 мільйонів осіб), країна посідала шосте місце у світі за кількістю за кількістю регулярних авіарейсів, було 16 авіакомпаній. Ряд видатних першопрохідців в авіації, такі як Лоуренс Харгрейв, Гаррі Хаукер, Лоуренс Уокетт і багато інших. Зважаючи на те, що невеликі родючі райони Австралії поділяє пустеля, уряд розглядав розвиток авіації, як справа державної ваги. Перед початком війни, більше половини вантажних і пасажирських авіакомпаній країни субсидувалися державою.
Незважаючи на це, після початку бойових дій цивільна авіація була принесена в жертву авіакомпаніям військовим. До завершення Другої світової в Австралії залишалося всього дев'ять авіакомпаній.
У серпні 1945 року австралійський парламент прийняв законопроєкт Australian National Airways, законопроєкт створив Австралійську Національну Авіаційну Комісію (англ. Australian National Airways Commission (ANAC)), якому доручалося відновити авіаційний сектор.
ANAC з'явилася в лютому 1946 року, тоді ж була почата розробка нової авіакомпанії. Для створення Trans Australia Airlines був притягнутий Лестер Брайан, який став її генеральним директором. В середині червня 1946 року були придбані перші літаки, дві машини моделі Douglas DC-3. Більше десятка літаків такої ж моделі перейшли у користування компанії в найближчі місяці, ці літаки спочатку були придбані урядом Австралії по ленд-лізу, для Королівських військово-повітряних сил Австралії.
У липні 1946 року міністерство фінансів Австралії виділив 350 000 австралійських фунтів на покупку літаків Douglas DC-4 у американської компанії Douglas Aircraft Company. Для отримання літаків був посланий Джон Уоткінс, який зіграв велику роль у становленні і розвитку компанії, призначений тоді технічним директором компанії.
У наступні кілька років відбувалося швидке зростання компанії, зріс попит на авіаперельоти в Австралії. У 1950-і, 1960-е і 1970-е більшу частину австралійської авіації складали літаки підтримуваної державою Trans Australia Airlines і приватної Ansett-ANA. Однією з причин вдалого існування компанії був вибір правильних літаків. Спочатку використовувалися літаки моделі Douglas DC-3, а потім був придбані нові Convair CV-240. Даний літак був популярний в той час, через можливість літати на ньому в різних погодних умовах. Використання дане моделі закріпило за компанією репутацію надійного і досконалого перевізника.
Незважаючи на те, що TAA була державною компанією, в 1950-е роки австралійське уряд надавав велику підтримку приватної Ansett-ANA, в результаті страждали інтереси TAA. Однак компанія продовжувала залишатися одним з провідних авіаперевізників. Це було викликано політикою «Двох авіакомпаній», яка робила практично неможливим розвиток компаній без підтримки уряду. В результаті в країні залишилося тільки два великих перевізника: TAA і Ansett-ANA.
Зберігалася рівність двох провідних компаній, збігалися номери рейсів і їх розклад. Крім того, навіть авіапарк авіакомпаній був ідентичний. Дана політика почала послаблюватися тільки в 1980-х роках. Тоді компанії змогли купувати різні моделі літаків. TAA придбала літаки Airbus A300B4, а Ansett — Boeing 767. У той час використання A300 було досить революційним кроком, в той час це був перший двомоторний широкофюзеляжний літак у світі.
У 1986 році був проведений ребрендинг компанії, вона була перейменована в «Australian Airlines». З рембрендингом була пов'язана нова розмальовка літаків компанії, яка містила назву Australian. У період з кінця 1987 року по 1994 рік компанія спонсорувала телешоу, такі як «Колесо Фортуни», «Продаж століття» і серіали, наприклад — Сусіди.
До кінця 1980-х років політика «Двох компаній» почала зживати себе. У 1989 році пройшла національна страйк пілотів, що стала однією з найдорожчих страйків в історії країни.
Qantas придбала компанію у вересні 1992 року, компанія припинила своє існування 30 квітня 1996 року.
У 2002 році бренд Trans Australia Airlines був відроджений компанією Qantas, нова компанія — Australian Airlines діяла до 2006 року, коли була розформована.

## Флот
Протягом багатьох років, компанія використовувала дані моделі літаків:

## Авіакатастрофи
- 8 серпня 1951 року близько 9 годин вечора за місцевим часом літак Douglas C-47 Skytrain впав у море поруч з аеропортом Кембридж, загинули два пілоти, які втратили контроль над літаком через обмерзання[7].
- 31 жовтня 1954 року літак Vickers Viscount розбився поруч з аеропортом Мангалор, три з восьми членів екіпажу загинули[8].
- 10 червня 1960 року літак Fokker F27 виконував рейс 538 впав у море поруч з аеропортом Маккай, 25 пасажирів і чотири члени екіпажу загинули. Це була найтяжча катастрофа в історії компанії.
- 24 травня 1961 року літак Douglas DC-4 впав на острові Бульвер на підльоті до аеропорту Брисбен, загинули два пілоти, які виконували рей з Сіднея[9].
- 28 квітня 1970 року літак De Havilland Canada DHC-6 Twin Otter розбився незабаром після зльоту близько Каинанту, Папуа — Нова Гвінея. Загинули два пілоти і дев'ять пасажирів, що знаходилися на борту[10].